# Dơi quạ Ryukyu
Dơi quạ Ryukyu hay Cáo bay Ryukyu (Pteropus dasymallus) là một loài dơi quạ thuộc họ Pteropodidae. Loài được tìm thấy tại Nhật Bản, Đài Bắc, và quần đảo Babuyan thuộc Philippines. Môi trường sống tự nhiên của chúng là những rừng khô, đầm lầy cận nhiệt đới hoặc nhiệt đới. Loài bị đe dọa bởi việc mất môi trường sống cũng như săn bắn và được IUCN xếp vào hạng mục "Loài sắp nguy cấp". Loài này được Coenraad Jacob Temminck mô tả năm 1825.

## Phân loài và từ nguyên học
Loài được mô tả sinh học vào năm 1825 bởi nhà động vật học người Hà Lan Coenraad Jacob Temminck. Temminck đã nhận mẫu vật mà ông dùng để miêu tả từ doanh nhân Jan Cock Blomhoff.
Tên loài "dasymallus" có khả năng có nguồn gốc từ tiếng Hy Lạp cổ đại  dasús 'có nhiều lông', và tiếng Hy Lạp cổ đại  mallós 'giống như len'; Temminck mô tả lông của chúng dài và có cảm giác như len.
Loài có 5 phân loài, bao gồm:
- Daito fruit bat - P. d. daitoensis
- Erabu fruit bat - P. d. dasymallus
- Taiwanese fruit bat - P. d. formosus
- Orii's fruit bat - P. d. inopinatus
- Yaeyama fruit bat - P. d. yayeyamae

Các phân loài được đưa ra dựa trên những quần thể phân bố ở những vùng đảo khác nhau.

## Sinh học và sinh thái học
Dơi quạ Ryukyu gần như là loài ăn trái cây với lượng tiêu thụ quả của ít nhất là 53 loài; hoa của 20 loài; lá của 18 loài và cành của 1 loài thực vật.
Chúng được quan sát rằng cũng ăn 8 loài côn trùng khác nhau.
Cây gừa là nguồn thức ăn quan trọng quanh năm của loài này.
Dơi quạ Ryukyu là loài thụ phấn quan trọng của một phân loài cây Schima wallichii, ngoài ra cũng giúp thụ phấn một loài thuộc chi Đậu mèo là Mucuna macrocarpa.
Chúng là loài ăn đêm, thường ngủ một mình trên cây vào ban ngày và kiếm ăn vào buổi tối.
Chúng có vai trò phát tán hạt và có thể đưa hạt từ trái cây đã tiêu hóa đi xa cây mẹ đến 1.833 m (1,139 mi).

## Mô tả
Dơi quạ Ryukyu có kích thước nhỏ hơn đôi chút so với dơi quạ Ấn Độ với sải cánh dài 1,24–1,41 m (4 ft 1 in–4 ft 8 in).
Chúng nặng 400–500 g (0,88–1,10 lb)
và cánh tay có chiều dài khoảng 140 mm (5,5 in).
Toàn thân được bao phủ dưới lớp lông dài, tạo cảm giác giống như len. Loài có màu nâu đỏ cùng gáy màu trắng vàng.
Tai của chúng nhỏ, nhọn và khó thấy dưới lớp lông dày cùng màng da có màu nâu đậm.

## Phân bố và môi trường sống
Cáo bay Ryukyu là loài đặc hữu của Đài Loan, Nhật Bản và Philippines. Tại Nhật, loài được tìm thấy tại quần đảo Ōsumi, quần đảo Tokara, quần đảo Okinawa, quần đảo Miyako, quần đảo Yaeyama và quần đảo Daito. Ở Philippines chúng xuất hiện ở Batan, Dalupiri và Fuga. Môi trường sống của chúng là những khu rừng rậm.

## Tình trạng
Số lượng lớn nhất của loài có lẽ sống tại Philippines và được cho sẽ duy trì ổn định. Nhật Bản được ước tính có hơn 5000 cá thể còn ở Đài Loan thì số lượng đã sụt giảm khá nhiều. Loài này phải đối mặt với rất nhiều mối đe dọa. Vài quần thể tại Philippines bị săn bắt làm thức ăn và được xem là mỹ vị ở Babuyan Claro. Còn ở Nhật Bản, mất môi trường sống là mối đe dọa hàng đầu nhưng một vài cá thể cũng bị mắc kẹt vào những lưới bảo vệ hoa quả hoặc bị giật bởi dây điện. Nhìn chung, số lượng loài này đã suy giảm đáng kể mặc dù tình hình có vẻ đã khả quan hơn vào năm 2008 khi IUCN xóa tên loài khỏi hạng mục "Loài nguy cấp" và thay bằng "Loài sắp nguy cấp".

## Đối với con người
Trong bản mô tả đầu tiên của Temminck, ông viết rằng loài cáo bay này "phá hoại" vườn hoa quả.
Sự phá hoại của chúng lên vườn cây đã buộc tỉnh Okinawa phải tiến hành điều tra vào năm 2012.
Ở 2 ngôi làng được khảo sát năm 2013, loài cáo bay đã gây ra tổn thất ước tính 19 triệu yên (175 ngàn USD) đối với mùa vụ hàng năm.
Nhiều nông dân Nhật Bản cho rằng dơi quạ Ryukyu là loài gây hại và nên được kiểm soát bằng phương pháp loại thải.

## Hình ảnh

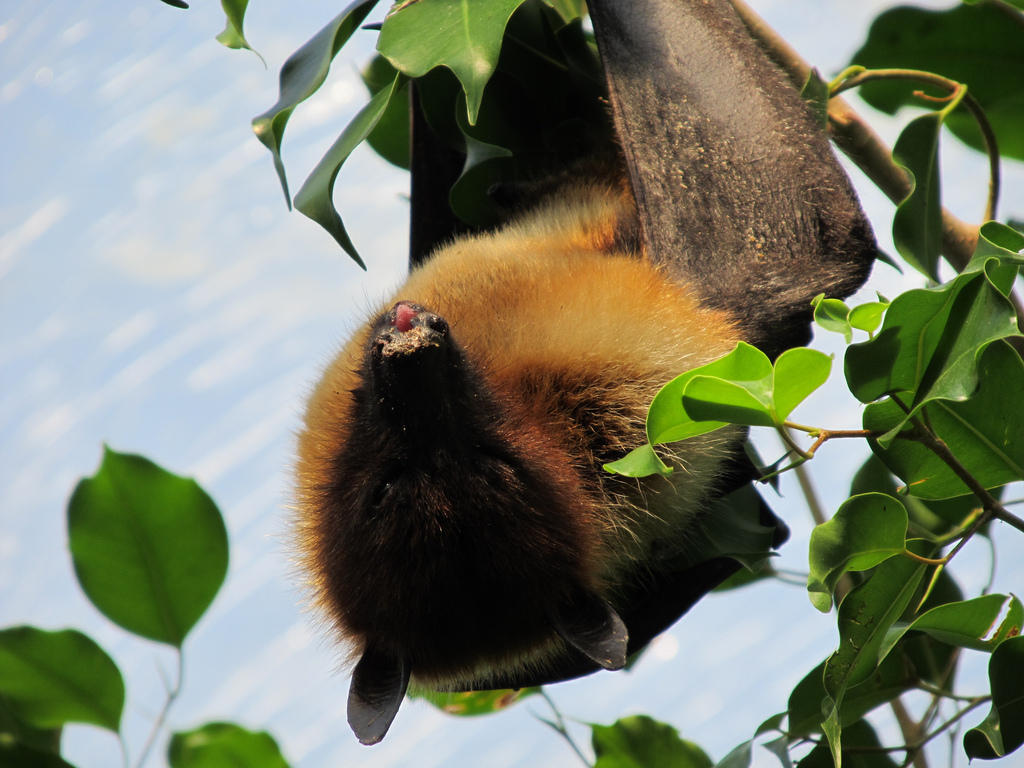
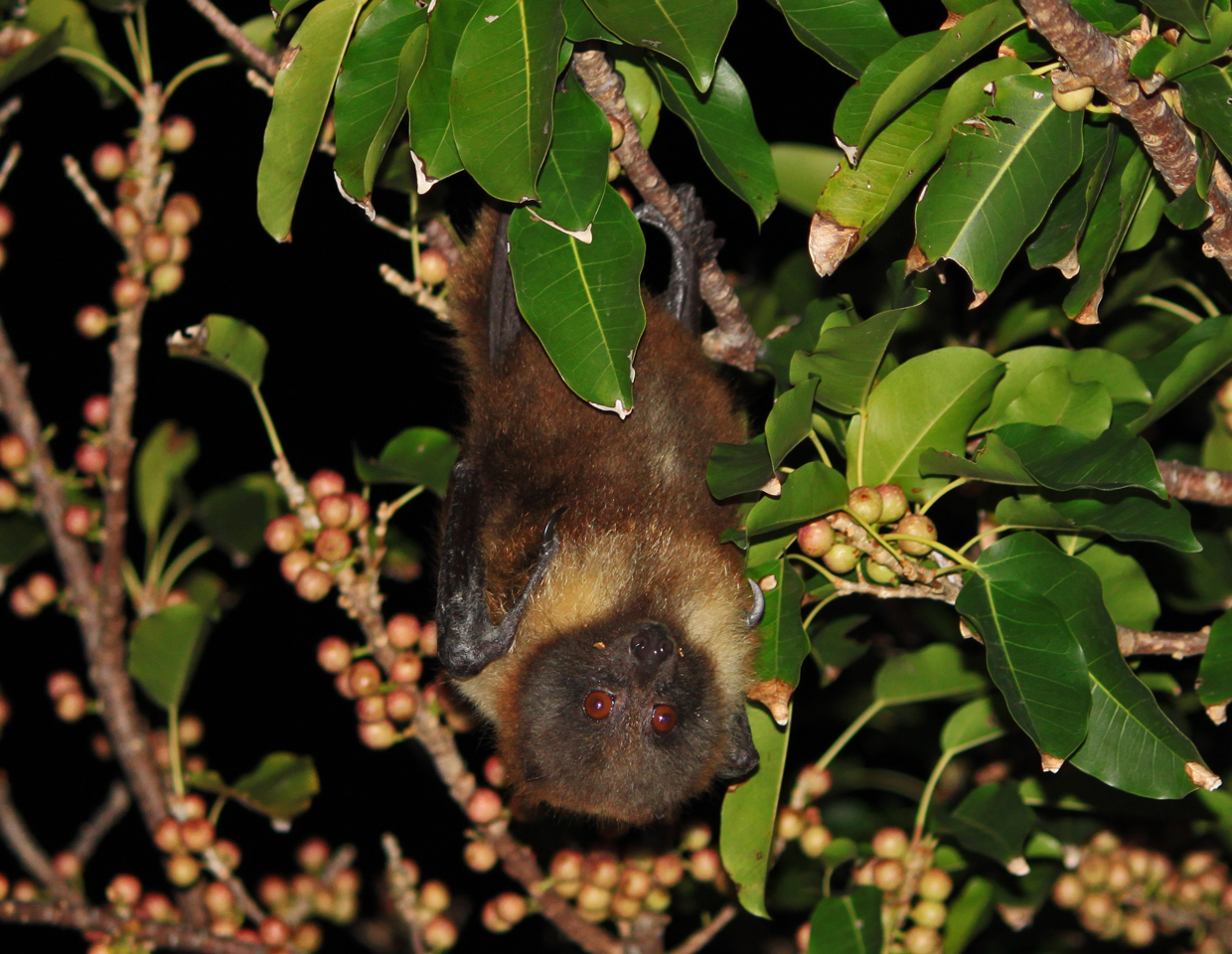
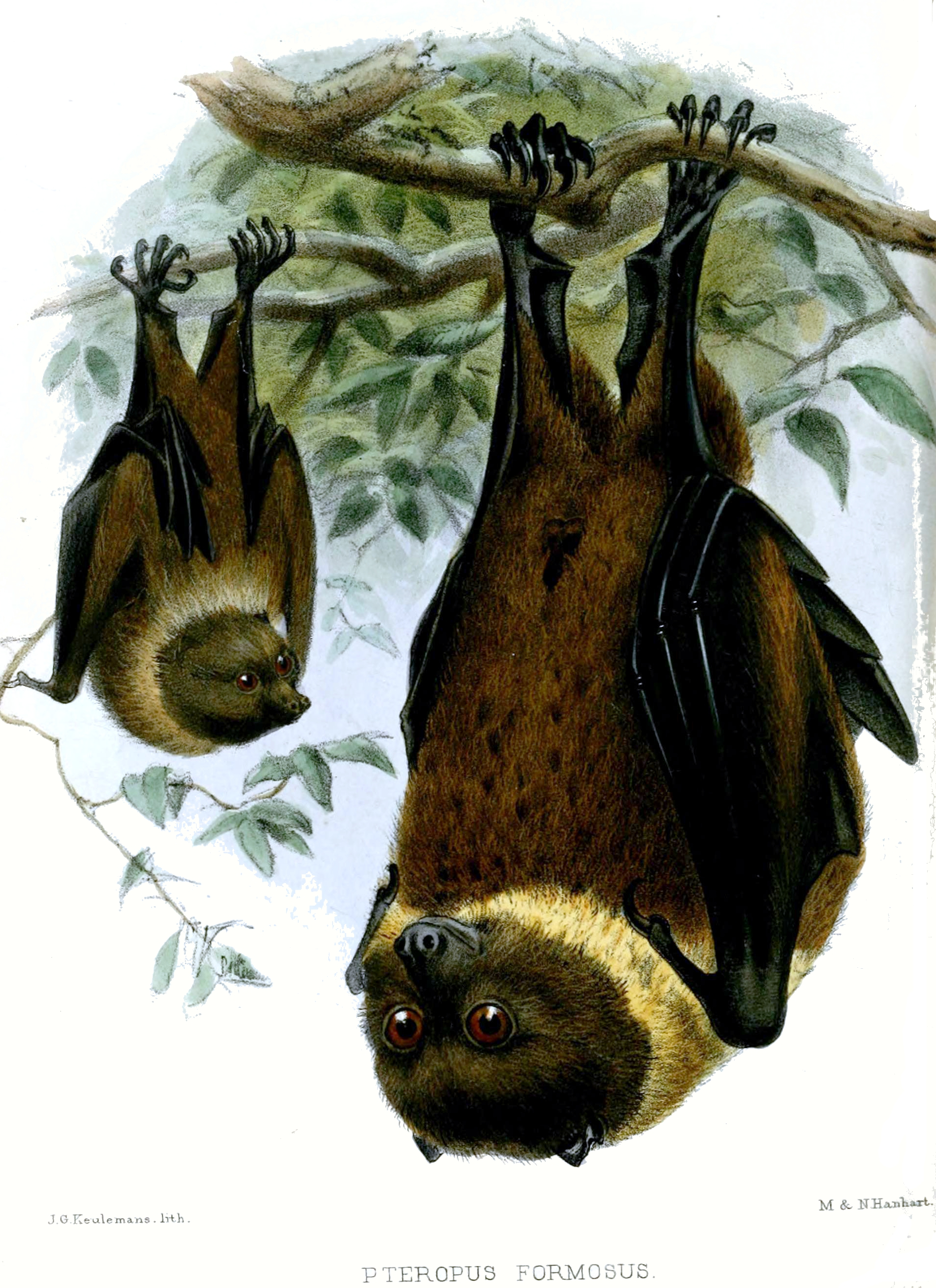
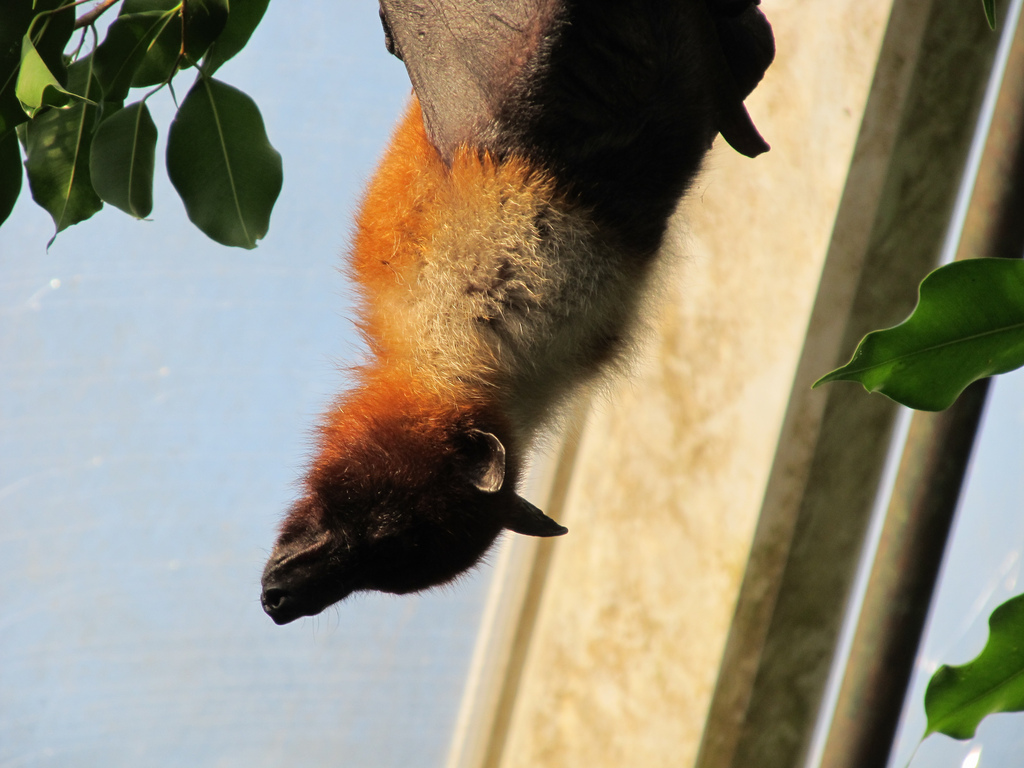